# 1062

## Evenimente
- 21 mai: Normandul Richard de Aversa ocupă Capua, în Italia de sud.

### Nedatate
- aprilie: Nobilii din Imperiul german silesc pe împăratul Henric al IV-lea să recunoască în funcția de regenți pe episcopii Annon de Köln și Adalbert de Bremen.
- august-septembrie: Continuînd campania din Sicilia, normandul Roger de Hauteville este asediat la Troina vreme de 4 luni.
- Începe o perioadă de dezordine internă în Egiptul fatimizilor: până în 1066 se succed 22 de viziri.
- Întemeiat de către Yusuf ibn Tashfin, Marrakech devine reședința statului almoravid.
- Raid al turkmenilor în Malatya și Diyarbakir.

## Nașteri
- Nikephoros Bryennios, om de stat bizantin (d. 1137)

## Decese
- Al-Muizz ibn Badis, conducătorul al dinastiei zirizilor din Africa de nord (n. 1008)